# 372-я стрелковая дивизия
372-я стрелковая дивизия — общевойсковое формирование (соединение, стрелковая дивизия) РККА ВС Союза ССР, в Великой Отечественной войне и после неё.

## История
Формировалась с 25 сентября 1941 года в Алтайском крае (Сибирский военный округ (Сибирский ВО, СибВО)) в рамках реализации постановления Государственного комитета обороны (ГКО) Союза ССР № 459сс, от 11 августа 1941 года.
В составе действующей армии:
- с 18 декабря 1941 года по 30 сентября 1944 года;
- с 16 октября 1944 года по 9 мая 1945 года.

По завершении сформирования директивой Ставки ВГК № 004276, от 2 ноября 1941 года, соединение включено в состав 59-й резервной армии и получило приказ на передислокацию из Барнаула на станцию Сокол Вологодской области.
После передислокации формирования на территорию Архангельского военного округа (АрхВО), до конца первой половины декабря 1941 года дивизия участвовала в строительстве Череповецкого укреплённого района и в укреплении оборонительного рубежа по берегу озера Белое и реке Шексна до населённого пункта Мякса.
Директивой СВГК № 005581. от 11 декабря 1941 года, сд включена в состав 59-й армии Волховского фронта (поступила в действующую армию 18.12.1941), с которой участвовала в Маловишерской наступательной операции (11 — 30.12.1941), в ходе которой противник, прорвавшийся в октябре 1941 года на тихвинском направлении, был вытеснен на восточный берег Волхова. Сразу после окончания этой операции формирование участвовало в Любанской наступательной операции (07.01 — 30.04.1942), но в основном на начальном её этапе, так как основные события развернулись в полосе соседней 2-й ударной армии. После окружения в марте 1942 года 2-й ударной армии дивизия приняла также участие в деблокирующих контрударах Волховского фронта. Также 372-я стрелковая дивизия была задействована и в операции по выводу из окружения 2-й ударной армии, проводившейся в период с 13.05 по 10.07.1942 года.
Осенью 1942 соединение переброшено в район Синявино, где, войдя в состав 2-й ударной армии, приняло участие в Синявинской наступательной операции (на заключительном этапе). После завершения этой операции продолжало действовать на внешнем фронте Ленинградской блокады.
В составе 2-й ударной армии Волховского фронта дивизия участвовала в наступательной операции «Искра» (14 — 30.01.1943). Действуя на острие наступающей группировки Волховского фронта, солдаты 372-й дивизии (1-й батальон 1240-го стрелкового полка) 18 января 1943 года в 09.30 на восточной окраине Рабочего посёлка № 1 встретились с солдатами наступающей с запада 123-й стрелковой бригады (1-й батальон) под командованием командира бригады подполковника Ф. Ф. Шишова, тем самым завершив прорыв блокады Ленинграда — таким образом, именно эта дивизия стала первым воинским соединением, встретившимся с окружёнными в Ленинграде войсками.
После завершения операции  «Искра» 372-я дивизия была передислоцирована  в район населённого пункта Смердыня в состав 54-й армии Волховского фронта, где участвовала в Мгинско-Шапкинской наступательной операции, которая, однако, не увенчалась успехом. После завершения зимнего наступления под Ленинградом дивизия продолжала действовать в составе 8-й армии Волховского фронта, приняв участие в Мгинской наступательной операции (22.07-22.08.1943).
В ноябре 1943 года дивизия передислоцирована на волховский рубеж (в верхнем течении реки  Волхов) и вошла в состав 59-й армии Волховского фронта.

… 372-я стрелковая дивизия с 1 ноября 1943 г. по 14 января 1944 г. находилась во втором эшелоне 112-го стрелкового корпуса и готовилась к наступательным боям. Войска занимались боевой подготовкой и пополнялись личным составом и материальной частью. ….
.
С этой армией в рамках Ленинградско-Новгородская операция дивизия участвовала в Новгородско-Лужской операции (14.01-15.02.1944). В ходе наступления дивизия совместно с другими силами Волховского фронта 20.01.1944 освободила Новгород, за что дивизии было присвоено почётное наименование «Новгородская». Продолжая наступление, дивизия овладела районом Передольская. После завершения Новгородско-Лужской операции соединение в составе 59-й армии было переброшено на восточный берег Чудского озера и обороняла его до конца апреля.
В апреле 1944 г.  дивизия передислоцирована на Карельский перешеек и включена в состав 23-й армии Ленинградского фронта. 
Летом 1944 г. 372 дивизия участвует в  Выборгской наступательной операции Ленинградского фронта против войск финской армии. С 10.6.44 г. в составе 98 стрелкового корпуса 23 армии после прорыва финской обороны начала преследование отходящего противника, находясь во 2 эшелоне армии.   11.6.44 года 372 сд  переводится в резерв фронта, в дальнейшем,  в  составе 97 и 108 стрелковых корпусов  21 –й армии Ленинградского фронта,  участвует  в  успешном советском наступлении на подступах к городу Выборгу .  При непосредственном участии  372-й стрелковой дивизии и других частей фронта  20 июня 1944 года был освобождён  город Выборг.

После окончания боёв на Карельском перешейке дивизия в августе 1944 передислоцирована  на Нарвский плацдарм,  где в составе 108-го стрелкового корпуса (до конца войны постоянно находилась в его составе) 8-й армии участвовала в Таллинской наступательной операции (17 — 30.09.1944). В ходе этого наступления части дивизии освободили города Тюри (22.09.1944) и Пярну (23.09.1944), выйдя на побережье Рижского залива.
После окончания освобождения Эстонской ССР 30.09.1944 дивизия выведена в резерв Ставки ВГК и вместе с управлением 108-го стрелкового корпуса в составе 2-й ударной армии (до конца войны находилась в составе этой армии) передислоцирована в северную Польшу на 2-й Белорусский фронт (в действующей армии — с 16.10.1944). Здесь первоначально занимала позиционную оборону, а затем участвовала в Млавско-Эльбингской операции (составной части Восточно-Прусской операции  (14.01 — 26.01.1945), в ходе которой освободила города Цеханув (17.01.1945), Дёйч-Эйлау (22.01.1945), Заалефельд (23.01.1945), Штум (25.01.1945), Мариенбург (26.01.1945). 

Войскам, участвовавшим в боях за овладение Остероде и Дейч-Эйлау, приказом  Верховного Главнокомандующего от 22 января 1945 г. объявлена благодарность и в Москве дан салют 20 артиллерийскими залпами из 224 орудий.

Противотанковый барьер на въездных дорогах в Дойтш-Айлау (Дейч-Эйлау (Илава)) и в целом ряде других городов, 1945 год. Из альбома фотоснимков к докладу о боевых действиях 5-й гвардейской танковой армии.

Боевая техника немцев, брошенная на окраине Дойтш-Айлау (Дейч-Эйлау (Илава)) в бою 22.1.1945 г. Из альбома фотоснимков к докладу о боевых действиях 5-й гвардейской танковой армии.

За участие в этом наступлении дивизия награждена орденом Красного Знамени. Затем соединение приняло участие в Восточно-Померанской наступательной операции (10.02-04.04.1945), в ходе которой с участием 372-й дивизии 30.03.1945 был освобождён город  Данциг. За эти бои 1236-й Выборгский Краснознамённый стрелковый полк награждён орденом Александра Невского, а 1240-й полк — орденом Кутузова III степени.
В рамках Берлинской наступательной операции 372-я стрелковая дивизия приняла участие в Штеттинско-Ростокской операции (16.04-08.05.1945). В ходе этой операции дивизия высадила десант на острове Рюген и заняла его, освободив города Берген-на-Рюгене, Гарц, Путбус (04.05.1945) и Засниц (05.05.1945).
Директивой Ставки  Верховного главнокомандования (ВГК) № 11095  от 29 мая 1945 года дивизия в составе 108 стрелкового корпуса 2-й Ударной армии вошла в состав Группы советских оккупационных войск в Германии.
Во время проводимой послевоенной демобилизации Красной армии (с 1946 г. Красная армия стала именоваться  Советская армия)  и её перехода на мирный период времени,  372 сд переподчинена   Донскому военному округу (в 1946 г. выделен из  Северо-Кавказского военного  округа ) и передислоцирована в город Урюпинск.  В январе 1946 года переформирована  в 46-ю отдельную стрелковую бригаду (Северокавказский военный округ).
В конце 1953 года бригада переформирована в 372 сд, весной 1955 года  переформирована  в 68-ю моторизованную стрелковую дивизию. После   событий на Дальнем Востоке  в  конце 1960-х годов дивизия передислоцирована  в азиатскую часть страны.

## Полное наименование
Полное действительное наименование после войны — 372-я стрелковая Новгородская Краснознамённая дивизия.

## Состав
- Управление дивизии
- 1236-й стрелковый полк
- 1238-й стрелковый полк
- 1240-й стрелковый полк
- 941-й артиллерийский полк
- 381-й отдельный истребительно-противотанковый дивизион
- 440-я отдельная разведывательная рота
- 658-й отдельный сапёрный батальон
- 829-й отдельный батальон связи (537-я отдельная рота связи)
- 463-й отдельный медико-санитарный батальон
- 456-я отдельная рота химической защиты
- 493-я автотранспортная рота
- 232-я полевая хлебопекарня
- 801-й дивизионный ветеринарный лазарет
- 1426-я полевая почтовая станция
- 749-я полевая касса Государственного банка

## Подчинение
| Дата            | Фронт (округ)                                              | Армия                | Корпус                            | Примечания   |
| --------------- | ---------------------------------------------------------- | -------------------- | --------------------------------- | ------------ |
| 01.09.1941 года | Сибирский военный округ (СибВО)                            | -                    | -                                 | -            |
| 01.10.1941 года | СибВО                                                      | -                    | -                                 | -            |
| 01.11.1941 года | СибВО                                                      | -                    | -                                 | -            |
| 01.12.1941 года | Резерв Ставки ВГК                                          | 59-я резервная армия | -                                 | с 02.11.1941 |
| 01.01.1942 года | Волховский фронт                                           | 59-я армия           | -                                 | -            |
| 01.02.1942 года | Волховский фронт                                           | 59-я армия           | -                                 | -            |
| 01.03.1942 года | Волховский фронт                                           | 59-я армия           | -                                 | -            |
| 01.04.1942 года | Волховский фронт                                           | 59-я армия           | -                                 | -            |
| 01.05.1942 года | Ленинградский фронт (Группа войск Волховского направления) | 59-я армия           | -                                 | с 24.04.1942 |
| 01.06.1942 года | Ленинградский фронт (Волховская группа войск)              | 59-я армия           | -                                 | -            |
| 01.07.1942 года | Волховский фронт                                           | 59-я армия           | -                                 | -            |
| 01.08.1942 года | Волховский фронт                                           | 52-я армия           | -                                 | -            |
| 01.09.1942 года | Волховский фронт                                           | 52-я армия           | -                                 | -            |
| 01.10.1942 года | Волховский фронт                                           | 2-я ударная армия    | 4-й гвардейский стрелковый корпус | -            |
| 01.11.1942 года | Волховский фронт                                           | 8-я армия            | -                                 | -            |
| 01.12.1942 года | Волховский фронт                                           | 2-я ударная армия    | -                                 | -            |
| 01.01.1943 года | Волховский фронт                                           | 2-я ударная армия    | -                                 | -            |
| 01.02.1943 года | Волховский фронт                                           | -                    | -                                 | -            |
| 01.03.1943 года | Волховский фронт                                           | 8-я армия            | -                                 | -            |
| 01.04.1943 года | Волховский фронт                                           | 8-я армия            | -                                 | -            |
| 01.05.1943 года | Волховский фронт                                           | 8-я армия            | -                                 | -            |
| 01.06.1943 года | Волховский фронт                                           | 8-я армия            | -                                 | -            |
| 01.07.1943 года | Волховский фронт                                           | 8-я армия            | -                                 | -            |
| 01.08.1943 года | Волховский фронт                                           | 8-я армия            | -                                 | -            |
| 01.09.1943 года | Волховский фронт                                           | 8-я армия            | -                                 | -            |
| 01.10.1943 года | Волховский фронт                                           | 8-я армия            | -                                 | -            |
| 01.11.1943 года | Волховский фронт                                           | 8-я армия            | -                                 | -            |
| 01.12.1943 года | Волховский фронт                                           | 59-я армия           | 112-й стрелковый корпус           | -            |
| 01.01.1944 года | Волховский фронт                                           | 59-я армия           | 112-й стрелковый корпус           | -            |
| 01.02.1944 года | Волховский фронт                                           | 8-я армия            | 7-й стрелковый корпус             | -            |
| 01.03.1944 года | Ленинградский фронт                                        | 8-я армия            | 6-й стрелковый корпус             | -            |
| 01.04.1944 года | Ленинградский фронт                                        | 59-я армия           | -                                 | -            |
| 01.05.1944 года | Ленинградский фронт                                        | 23-я армия           | 98-й стрелковый корпус            | -            |
| 01.06.1944 года | Ленинградский фронт                                        | 23-я армия           | 98-й стрелковый корпус            | -            |
| 01.07.1944 года | Ленинградский фронт                                        | 21-я армия           | 97-й стрелковый корпус            | -            |
| 01.08.1944 года | Ленинградский фронт                                        | 21-я армия           | 97-й стрелковый корпус            | -            |
| 01.09.1944 года | Ленинградский фронт                                        | 8-я армия            | 108-й стрелковый корпус           | -            |
| 01.10.1944 года | Резерв Ставки ВГК                                          | 2-я ударная армия    | 108-й стрелковый корпус           | с 30.09.1944 |
| 01.11.1944 года | 2-й Белорусский фронт                                      | 2-я ударная армия    | 108-й стрелковый корпус           | с 16.10.1944 |
| 01.12.1944 года | 2-й Белорусский фронт                                      | 2-я ударная армия    | 108-й стрелковый корпус           | -            |
| 01.01.1945 года | 2-й Белорусский фронт                                      | 2-я ударная армия    | 108-й стрелковый корпус           | -            |
| 01.02.1945 года | 2-й Белорусский фронт                                      | 2-я ударная армия    | 108-й стрелковый корпус           | -            |
| 01.03.1945 года | 2-й Белорусский фронт                                      | 2-я ударная армия    | 108-й стрелковый корпус           | -            |
| 01.04.1945 года | 2-й Белорусский фронт                                      | 2-я ударная армия    | 108-й стрелковый корпус           | -            |
| 01.05.1945 года | 2-й Белорусский фронт                                      | 2-я ударная армия    | 108-й стрелковый корпус           | -            |

## Командование дивизии

### Командиры дивизии
- 01.10.1941 — 06.02.1942 — Коркин, Николай Петрович[8], подполковник, с 28.11.1941 полковник
- 07.02.1942 — 09.02.1942 — Попов, Алексей Федосеевич[8], полковник
- 10.02.1942 — 04.03.1942 — Хорошев, Пётр Иванович[8], подполковник
- 05.03.1942 — 17.07.1942 — Сорокин, Дмитрий Самсонович, подполковник, с 11.04.1942 полковник
- 18.07.1942 — 06.10.1942 — Синегубко, Николай Иосифович[8], полковник
- 07.10.1942 — 19.12.1942 — Османов, Мамед Османович[8], подполковник
- 20.12.1942 — 17.02.1943 — Радыгин, Пётр Иванович[8], полковник
- 18.02.1943 — 17.05.1943 — Мельников, Павел Васильевич[8], подполковник, врид
- 18.05.1943 — 10.03.1945 — Радыгин, Пётр Иванович[8], полковник, с 22.06.1944 генерал-майор
- 11.03.1945 — 16.04.1945 — Мельников, Павел Васильевич[8], подполковник, врид
- 17.04.1945 — 09.05.1945 — Белоскурский, Михаил Алексеевич[8], генерал-майор

### Заместители командира дивизии
- 15.06.1943 — 1.01.1944 — Петров, Иван Петрович

### Заместители командира дивизии по политической части
- Гуревич Михаил Менделеевич,  подполковник[9]

### Начальники штаба
- Мельников Павел Васильевич,  подполковник

## Награды и почётные звания
| Награда (наименование)               | Дата                                                         | За что награждена |
| ------------------------------------ | ------------------------------------------------------------ | --- |
| Почётное наименование «Новгородская» | Приказ Верховного Главнокомандующего СССР от 20.01.1944 года | за отличие в боях при освобождении города Новгород. |
| Орден Красного Знамени               | Указ Президиума Верховного Совета СССР от 05.04.1945 года    | За образцовое выполнение заданий командования в боях с немецкими захватчиками при овладении городами Остероде и Дойтш-Айлау и проявленные при этом доблесть и мужество. |

Награды частей дивизии:
- 1236-й стрелковый Выборгский Краснознамённый[11] ордена Александра Невского[12] полк
- 1238-й стрелковый Выборгский полк
- 1240-й стрелковый Выборгский ордена Кутузова[12] полк

## Отличившиеся воины дивизии
| Награда | Ф. И. О.                    | Должность                                       | Звание                           | Примечания                                                                                |
| ------- | --------------------------- | ----------------------------------------------- | -------------------------------- | ----------------------------------------------------------------------------------------- |
|         | Пермяков, Алексей Назарович | Наводчик 45-мм орудия 1238-го стрелкового полка | младший сержант, старший сержант | Полный кавалер ордена Славы. Даты награждения 28.02.1944 г., 07.02.1945 г., 29.06.1945 г. |